# Phil Soussan
Pour les personnes ayant le même patronyme, voir Soussan.
Phil Soussan (né le 23 juin 1961 à Londres, Angleterre) est un bassiste, compositeur et producteur de musique d'origine britannique.
Il a  acquis une certaine notoriété en tant que membre d'une foule célèbres de groupes de rock, y compris certains frontman tels que Ozzy Osbourne, Billy Idol, Vince Neil, Johnny Hallyday et John Waite, ainsi que membre du groupe Beggars & Thieves. Soussan a également joué dans des groupes avec Jimmy Page, Steve Lukather, Edgar Winter et Richie Kotzen.
Avec Ozzy Osbourne, il a joué sur l'album The Ultimate Sin et a coécrit le titre Shot in the Dark.
Soussan a d'abord joué avec Vince Neil dans le groupe Black Rain, suivie d'une cassette démo à promouvoir le groupe Vince Neil, coécrit certaines des chansons sur le premier album studio de Neil Exposed.
Il a récemment aussi été producteur et mixeur, il a travaillé sur des projets de Dokken, Jani Lane, Toto et Blues Traveler.